# الاعتقاد الخالص من الشك والانتقاد
الاعتقاد الخالص من الشك والانتقاد هو كتاب في العقيدة الإسلامية، ألفه علاء الدين علي بن إبراهيم بن داود بن سليمان المعروف بابن العطار (المتوفى سنة 724 هـ). يعد الكتاب من أبرز أعمال المؤلف في بيان العقيدة الإسلامية وفق منهج أهل السنة والجماعة، وقد كتبه بأسلوب يجمع بين البيان العقلي والتأصيل الشرعي.
ابن العطار هو عالم شافعي وأحد أبرز تلامذة الإمام النووي. اشتهر بمؤلفاته في علوم العقيدة والفقه والتفسير. وُلد في دمشق وسافر لطلب العلم في عدة أماكن.
اعتمد ابن العطار في كتابه أسلوب مبسط يناسب العلماء وعامة الناس على حد سواء. كما اتسم الكتاب بالرد على الفرق المخالفة مثل المعتزلة والجهمية، مع استناد قوي إلى النصوص القرآنية والسنة النبوية. يُظهر الكتاب منهج المؤلف في التوضيح والرد على البدع، ويستند إلى الأدلة من الكتاب والسنة وأقوال السلف الصالح.

## محتوى الكتاب
اعتمد ابن العطار في كتابه أسلوب مبسط يناسب العلماء وعامة الناس على حد سواء. كما اتسم الكتاب بالرد على الفرق المخالفة مثل المعتزلة والجهمية، مع استناد قوي إلى النصوص القرآنية والسنة النبوية.
- صفة النزول: يناقش الكتاب مسألة نزول الله سبحانه وتعالى إلى السماء الدنيا، كما ورد في الأحاديث النبوية الصحيحة، مبينًا كيفية فهم هذا النزول بما يتفق مع عقيدة أهل السنة والجماعة دون تأويل أو تعطيل، مستشهدًا بالنصوص من القرآن الكريم والسنة النبوية.
- الرؤية: تطرق المؤلف إلى رؤية المؤمنين لله يوم القيامة، قدم الأدلة النقلية من القرآن والأحاديث النبوية، مستشهدًا بآراء السلف في إثباتها.
- مسألة خلق القرآن: يتناول ابن العطار مسألة خلق القرآن، مؤكدًا أن القرآن كلام الله غير مخلوق، ويفند في هذا الباب آراء المعتزلة التي زعمت أن القرآن مخلوق. وبين ابن العطار مذهب أهل السنة والجماعة في القرآن، وأنه كلام الله غير مخلوق، وأنه صفة من صفاته، وأن جبريل نزل به على النبي صلى الله عليه وسلم وبلغه أمته، وهو الذي تحفظه الصدور، وتتلوه الألسن، ويكتب في المصاحف، وأيقن المؤمنون أنه كلام الله حقيقة ليس بمخلوق ككلام البرية، ومن زعم أنه مخلوق فقد كفر.[4]
- الفوقية والعلو: يتحدث عن صفة العلو والفوقية لله عز وجل، موضحًا أن الله فوق عرشه كما جاء في النصوص الشرعية، مع ردود على الفرق التي أنكرت هذه الصفة.
- القضاء والقدر: يناقش المؤلف مفهوم القضاء والقدر من منظور عقيدة أهل السنة والجماعة، مشددًا على أن الإيمان بالقدر ركن من أركان الإيمان، ومفندًا شبهات القدرية والجبرية.
- الحب والبغض في الله: يبرز الكتاب أهمية الولاء والبراء في العقيدة الإسلامية، ويبين أن الحب والبغض يجب أن يكونا مبنيين على الإيمان والتمسك بالحق.
- الإيمان والكفر: تناول المؤلف تعريف الإيمان وشروطه وأركانه، وتحدث عن الكفر بأنواعه: الكفر الأكبر والكفر الأصغر، مع بيان خطورة الخلط بينهما.

## الطبعات والنسخ
الكتاب طُبع لأول مرة بواسطة وزارة الأوقاف القطرية عام 2011. حيث قام الدكتور سعد بن هليل الزويهري بتحقيق الكتاب ونشره، وصدر عن وزارة الأوقاف والشؤون الإسلامية في قطر، الطبعة الأولى عام 1432 هـ (2011 م). اشتمل التحقيق على دراسة وافية لحياة المؤلف ومنهجه وأهمية الكتاب.
يحتوي الكتاب على حوالي 488 صفحة، ويجمع بين الجانب العقائدي والردود على الفرق المخالفة.